# Scott Patterson
Scott Gordon Patterson (Filadelfia, Pensilvania, 11 de septiembre de 1958) es un actor estadounidense, conocido por su papel de Luke Danes en la serie televisiva Las chicas Gilmore y por su papel de Peter Strahm en la serie cinematográfica Saw. 
Scott comenzó literatura comparativa en la Rutgers University pero abandonó antes de graduarse, todo esto mientras perseguía su otra pasión: el béisbol. Fue jugador profesional de béisbol en los equipos de los New York Yankees, los Atlanta Braves, Los Angeles Dodgers y los Texas Rangers entre los años de 1980 y 1989. Entonces se retiró en busca de otra carrera, se mudó a Nueva York y comenzó seriamente los estudios de actor teniendo como preparadores a Robert Lewis y Sandra Lee.

## Filmografía
- Saw V como Peter Strahm - 2008
- Aliens in America como Gary Tolchuck - (Serie de TV) Desde 2007.
- Saw IV como Peter Strahm - 2007
- Gilmore Girls como Luke Danes - (Serie de TV) Desde 2000.

Como estrella invitada
- Good vs Evil como Carl - episodio "Love Conquers Evil" (2000)
- Will & Grace como John Gregorio - episodio "Das Boob" (1999)
- It´s Like, You Know como Ted - episodio "The Client" (1999)
- Vengeance Unlimited como el detective Thomas Swain - episodio "Noir" (1998)
- Vengeance Unlimited como el detective Tom Swain - episodio "Justice" (1998)
- Fired Up como Mickey - episodio "Fire and Nice" (1998)
- Fired Up como Mickey - episodio "Where There´s Smoke" (1997)
- Silk Stalkings como Chick Chandler - episodio "Pre-Judgement Day" (1996)
- Seinfeld como Billy - "The Sponge" (1995)
- Alien Nation como Ahpossno - episodio "Dark Horizon" (1994)

Películas/Miniseries/Apariciones especiales
- A Boy Called Hate como agente del CHP
- Intent to Kill - como Al
- Little Big League - como Mike McGrevey
- Three Wishes como el padre de Scott